# Barrio Cívico de Santiago

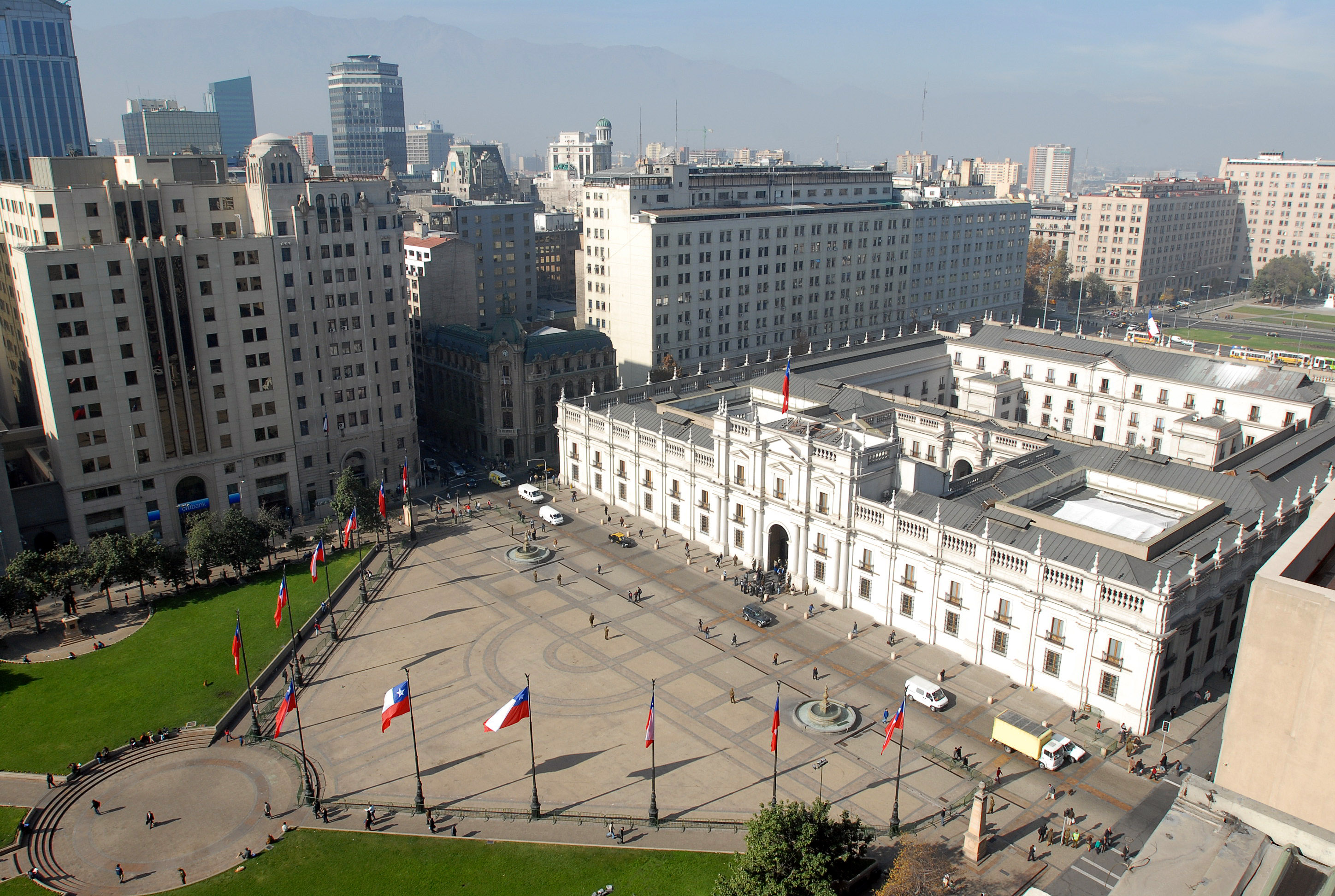
Vista della Piazza della Costituzione dall'Edificio Carrera

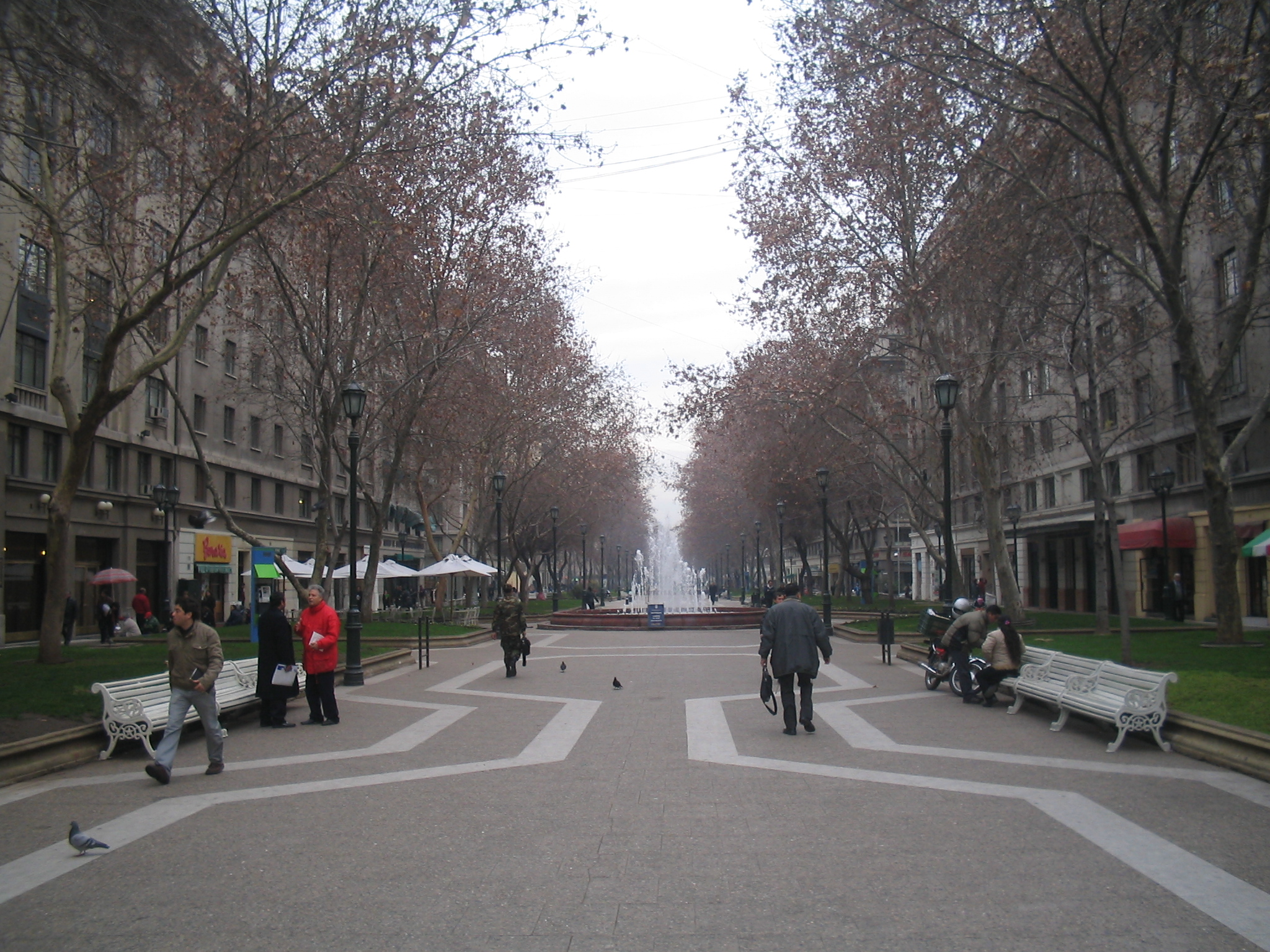
Veduta del Paseo Bulnes.

Il Barrio Cívico di Santiago (letteralmente tradotto come "quartiere civico di Santiago) comprende una zona di media estensione nel centro della città, costruita intorno al Palacio de La Moneda. Il nome deriva dal fatto che gli edifici che si trovano in questa zona sono, per la maggior parte, edifici di governo, ministeri e altri organismi pubblici. È stato creato durante il mandato presidenziale di Arturo Alessandri.

## Storia
Il progetto del Quartiere Civico di Santiago è stato firmato dall'architetto austriaco Karl Brunner, che per realizzarlo ha tenuto in conto le proposte anteriori di Carlos Carvajal M., Josué Smith Solar e José Tomás E. Smith Miller. L'approvazione ufficiale è avvenuta il 28 agosto 1937.

## Caratteristiche
È un quartiere importante dal punto di vista turistico, poiché tutte le sue costruzioni sono di taglio moderno e la maggioranza degli edifici sono istituti statali. In questa zona risiedono anche gli Edifici Centrali delle Forze Armate del Cile e dei Carabineros.